# Trigger (häst)
Trigger, född 4 juli 1934, död 3 juli 1965, var en palominofärgad klasshäst som blev känd i amerikanska västernfilmer tillsammans med sin ägare och ryttare, Roy Rogers.

## Stamtavla
Trigger, som från början hette Golden Cloud, föddes i San Diego, Kalifornien. Han misstogs ofta för att vara en Tennessee Walking Horse. Hans far var ett engelskt fullblod och hans mor en klasshäst (oregistrerad) som, liksom Trigger, var palominofärgad. Filmregissören William Witney, som regisserade Roy och Trigger i många av sina filmer, hävdade en något annorlunda härstamning. Han hävdade att hans far var en "registrerad" palominohingst och hans mor var efter ett fullblod och under ett kallblodssto. Inga kända palominoregister existerade vid tidpunkten då Trigger föddes.
Andra hästar än Golden Cloud porträtterade också "Trigger" genom åren, även om ingen av dessa var släkt med Golden Cloud. De två mest framträdande var palominos kända som "Little Trigger" och "Trigger Jr." (en Tennessee Walking Horse listad som "Allen's Gold Zephyr" i Tennessee Walking Horse-registret). Även om Trigger förblev en hingst hela sitt liv, var han aldrig verksam som avelshingst. Rogers använde "Trigger Jr."/"Allen's Golden Zephyr" som avelshingst i många år, och hästen med namnet "Triggerson" som skådespelaren Val Kilmer ledde ut på scenen som en hyllning till Rogers och hans cowboykamrater under Oscarsgalan i mars 1999 var enligt uppgift en sonson till Trigger Jr.
Trigger blev den mest kända hästen inom filmunderhållning, och hade till och med sin egen serietidning.
Roy Rogers gjorde många personliga framträdanden med Trigger i släptåg. Mer än en gång eskorterade han honom uppför tre eller fyra trappor på sjukhus för att besöka sjuka barn, enligt hans självbiografi Happy Trails.

## Död
Trigger (Golden Cloud) dog 1965 på Rogers ranch i Apple Valley, Kalifornien. Efter hans död sträcktes hans hud över en modell av Trigger, och resultatet visades på Roy Rogers-Dale Evans Museum när det öppnade i Apple Valley 1967. 
Modellen flyttades senare med museet till Victorville, Kalifornien, 1976 och sedan till Branson, Missouri 2003.